# Środowisko antropogeniczne
Środowisko antropogeniczne – środowisko przekształcone wskutek działalności człowieka (antropopresja). Jest to system krajobrazów gospodarczych. Wytworzony przez świadomą, globalną działalność człowieka w wyniku coraz nowocześniejszych technologii przetwarzających elementy środowiska przyrodniczego dla własnych potrzeb. Zasięg środowiska antropogenicznego zależy od liczby ludności na Ziemi, a także od zaawansowania myśli technicznej (np. rewolucja przemysłowa).

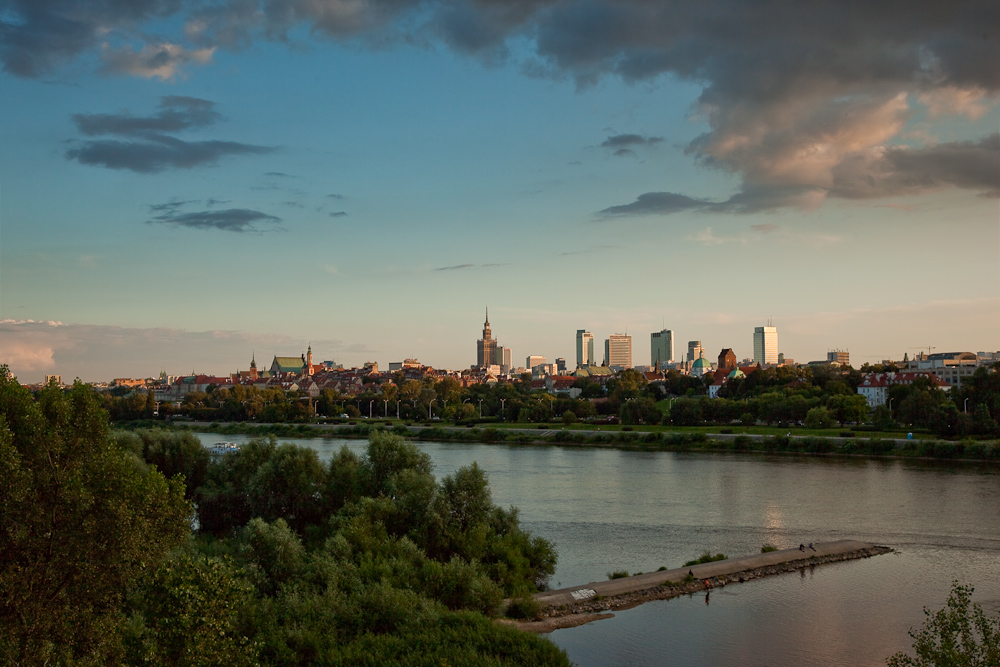
Aglomeracja – przykład środowiska antropogenicznego

## Przykłady
- Aglomeracja miejska
- obszary górnicze
- agrocenozy